# روبرت دينمارك
روبرت دينمارك (بالإنجليزية: Robert Denmark)‏ هو عداء مسافات طويلة بريطاني، ولد في 23 نوفمبر 1968 في Billericay ‏ في المملكة المتحدة.

## وصلات خارجية
- روبرت دينمارك على موقع الاتحاد الدولي لألعاب القوى (الإنجليزية)
- روبرت دينمارك على موقع ThePowerOf10.info (الإنجليزية)
- روبرت دينمارك على موقع اللجنة الأولمبية الدولية (الإنجليزية)
- روبرت دينمارك على موقع أوليمبيديا (الإنجليزية)
- روبرت دينمارك على موقع اللجنة الأولمبية البريطانية (الإنجليزية)
- روبرت دينمارك على موقع اتحاد ألعاب الكومنولث (مؤرشف) (الإنجليزية)